# دارکوب زرین‌زیتونی
دارکوب زرین‌زیتونی (نام علمی: Colaptes rubiginosus) نام یک گونه از زیرخانواده دارکوبیان است.